# Hattinger Rundweg
Der Hattingener Rundweg ist ein 62 Kilometer langer Rundwanderweg um die Stadt Hattingen. Als Wegzeichen besitzt der Wanderweg ein H im Kreis. Die Auffrischung der Wegzeichen erfolgt in regelmäßigen Abständen durch die Ortsabteilung Hattingen des Sauerländischen Gebirgsvereins.
Der Weg berührt folgende Sehenswürdigkeiten:
- Burg Blankenstein in Blankenstein
- Evangelische Kirche Blankenstein
- St. Johannes Baptist (Blankenstein)
- Gethmannscher Garten
- Halbach-Hämmer an der Ruhr
- Schleuse Blankenstein
- Gartenstadt Hüttenau
- Ruhrtalbahn
- Industriedenkmal Henrichshütte
- Burg Rauendahl
- Leinpfad an der Ruhr
- Haus Weile
- Haus Kliff
- Birschel-Mühle
- Winz-Baak
- Naturschutzgebiet Ruhraue Hattingen Winz
- Zeche Vereinigte Dahlhauser Tiefbau
- Schwimmbrücke Dahlhausen und Schleuse Dahlhausen
- Niederwenigern
- Isenburg
- Felderbachtal
- Langenberger Sender
- Deilbachtal
- Herzkämper Mulde
- Fahrentrappe
- Stollenmundloch des Kreßsieper Erbstollens
- IG Metall Bildungszentrum
- Paasmühle